# William Henry Squire
Pour les articles homonymes, voir William, Henry et Squire.
William Henry Squire (8 août 1871 - 17 mars 1963) est un compositeur et violoncelliste anglais de l'époque moderne.
Gabriel Fauré lui dédia une Sicilienne.